# AG Insurance
AG Insurance is een Belgische verzekeringsmaatschappij die zowel levens- als niet-levensverzekeringen (auto, brand, ongevallen, hospitalisatie, burgerlijke aansprakelijkheid, …) en aanvullende pensioenen aanbiedt. Ze is sinds 1824 aanwezig op de Belgische verzekeringsmarkt en richt zich zowel op particulieren als op zelfstandigen, kmo's en grote ondernemingen. AG Insurance verdeelt zijn producten enkel via zijn partners (makelaars, Fintro-agenten en de kantoren van BNP Paribas Fortis en bpost bank). Wat groepsverzekeringen betreft, worden bepaalde grote ondernemingen rechtstreeks bediend.
Eind 2022 beheerde de groep 60 miljard euro aan financiële activa en bedroeg de solvabiliteitsmarge (Solvency I) iets meer dan het dubbele van het kapitaal vereist door de controle-autoriteiten.
De maatschappij levert diensten aan 2,7 miljoen particulieren en 235.000 ondernemingen.
AG Insurance maakt deel uit van de internationale verzekeringsgroep Ageas.

## Geschiedenis

### 1824: AG Leven
In september 1823 keurde Willem I de oprichting goed van een Nederlandse levensverzekeringsmaatschappij in Amsterdam onder de naam 'Nederlandsche Algemeene Levensverzekering Compagnie'.
Het idee om een levensverzekeringsmaatschappij op te richten weet ook twee leden van de Kamer van Koophandel van Brussel te bekoren: vicevoorzitter François Rittweger en bankier Jacques Coghen.
De koning stemt op 12 juni 1824 in met het project en het krijgt de naam 'Maatschappij van Algemene Verzekeringen op het Leven, de Dotale Fondsen en de Overlevingen' (AG Leven). Coghen zelf neemt de leiding als 'algemeen verzekeringsagent'. Het kapitaal wordt vastgelegd op 600.000 florijnen, verdeeld over 300 aandelen. Vijf medewerkers leggen een eed van trouw af voor de leden van de raad van bestuur en eind februari 1825 opent AG Leven de deuren.

### 1830: AG Brand
In april 1830 beslissen de bestuurders van AG Leven om de 'Maatschappij van Algemene Verzekeringen tegen de gevaren van brand' (AG Brand) op te richten. In september 1830 wordt algemeen agent Jacques Coghen benoemd tot administrateur-generaal van Financiën in de voorlopige regering. Bij de eerste regeringsvorming van Leopold I in juli 1831 vertrouwt de koning hem de portefeuille van Financiën toe.

### 1909: Beursgang
Na de uitbreiding van het werkterrein van de maatschappij naar verwante takken zoals ongevallenverzekeringen en hypothecaire verrichtingen, gaat de omzet van AG Leven van 2,4 miljoen Belgische frank eind 1889 naar 20 miljoen in 1912. Het aantal medewerkers stijgt van 12 in 1890 naar 140 in 1924.
Sinds 1909 is het aandeel van AG Leven beursgenoteerd.
Vanaf 1919 verhoogt de omzet aanzienlijk dankzij een nieuwe bedrijfstak die voornamelijk bedoeld is voor werknemers: de collectieve pensioenverzekering. Deze groeit uit tot een van de specialiteiten van AG Leven en de maatschappij richt er zelfs een afzonderlijk departement 'Pensioenen' voor op.

### 1969: Oprichting van de Groep AG
In 1969 wordt de verzekeraar omgevormd tot een holding met verschillende gespecialiseerde maatschappijen, waardoor de beschikbare financiële middelen en het menselijk kapitaal beter benut kunnen worden.
In mei 1971 lanceert de Nederlandse maatschappij Nationale-Nederlanden een vijandige overname van de aandelen van de Antwerpse maatschappij Securitas. Onder leiding van Maurice Frère lanceert de Groep AG op 21 mei een succesvol tegenbod. Securitas heeft dochterondernemingen in Nederland, beschikt over een portefeuille van 400.000 polissen en realiseert een jaarlijks incasso van 900 miljoen frank. De maatschappij is gespecialiseerd in Niet-Leven en vormt een mooie aanwinst voor de Groep AG waarvan het marktaandeel in Vlaanderen ontoereikend was.
In een tijdspanne van twee jaar, van 1975 tot 1977, daalt het aantal actieve maatschappijen in België van 540 naar 348. De Groep AG speelt een belangrijke rol in dit rationalisatieproces en verwerft in 1973 de Belgische dochteronderneming van de Zwitserse levensverzekeraar La Genevoise. Het jaar daarna neemt de groep een meerderheidsparticipatie in verzekeringsmaatschappij Le Recours Belge en dochterondernemingen Athéna en Démocratique-Vie (80 medewerkers en 3 500 agenten), wat zijn positie in BOAR (Brand Ongevallen en Allerlei Risico's = verzekeringen niet-leven) nog versterkt. In 1976 koopt de Groep AG ook La Médicale. Het jaar nadien, in 1977, wordt er echter een operatie afgesloten van een heel andere omvang: de overname van de groep PR-Phénix-1821. Het gaat om een holding met op dat moment 7 verzekeringsmaatschappijen en een vastgoedpoot. Zo krijgt de maatschappij er 750.000 klanten bij. Dankzij deze acquisities telt de Groep AG 3 414 medewerkers.

### 1990: Oprichting van de Fortis Groep
In 1990 fusioneert de Groep AG met de Nederlandse maatschappij AMEV/VSB 1990, die op haar beurt ontstond uit de fusie tussen de bank VSB en verzekeraar AMEV. Met die eerste grensoverschrijdende fusie in de financiële wereld wordt de Fortis-groep een realiteit. Deze dubbele nationaliteit blijft behouden tot in 2012.
In 1999 viert AG 1824 zijn 175e verjaardag en verandert de naam in Fortis AG.

### 2009: Ontstaan van AG Insurance
In 2006 ontstaat Fortis Insurance Belgium uit de fusie van Fortis AG en FB Verzekeringen, de verzekeringsactiviteiten van Fortis Bank.
Na de ineenstorting en ontbinding van de groep eind 2008 wordt Fortis een internationale verzekeringsgroep die zich richt op Europa en Azië, met een sterke aanwezigheid in België via Fortis Insurance Belgium. Deze laatste verandert haar naam in 2009 in AG Insurance.
Vandaag is Ageas met 75% van de aandelen hoofdaandeelhouder van AG Insurance. De resterende 25% is in handen van BNP Paribas Fortis.

## Structuur

### Dochterondernemingen
AG Insurance is ook voor 100% eigenaar van AG Real Estate, dat zich toelegt op het beheer en de ontwikkeling van de vastgoedactiviteiten van de groep. Homeras is een dochteronderneming die dringende bijstand en herstellingen in natura aan klanten aan die een brandverzekering bij AG Insurance hebben afgesloten. De dochteronderneming Sosimply levert diensten op het gebied van veilig thuiswerken.
AG en BNP Paribas Fortis kondigen aan dat ze op 1 juli 2023 definitief aandeelhouder geworden zijn van Touring NV, de vennootschap die alle commerciële en operationele activiteiten van de Touring Groep omvat.  AG verwerft 75% van de aandelen, BNP Paribas Fortis de overige 25%.

## Distributie en marktaandelen in 2022
De maatschappij verdeelt haar producten niet rechtstreeks aan haar klanten, maar wel via verschillende kanalen:
- via 3000 zelfstandige makelaars en 250 Fintro-agenten;
- via meer dan 309 bankkantoren van BNP Paribas Fortis;
- via 656 postkantoren van bpost bank;
- rechtstreeks aan grote ondernemingen voor groepsverzekeringen (departement Employee benefits).

Met een globaal marktaandeel van 21,7% is AG Insurance in 2022 leider op de Belgische verzekeringsmarkt. In Leven bedraagt het marktaandeel uitgedrukt in beheerd vermogen 28,3%, wat de positie bevestigt van AG Insurance als marktleider op het vlak van levensverzekeringen, en dit zowel in individuele als in groepsverzekeringen. 
Het marktaandeel van de verzekeringen niet-leven bedraagt 16,5% (bruto uitgegeven premies). Dit cijfer bevestigt de eerste plaats van AG Insurance in het segment niet-leven.

### Belangrijkste cijfers 2022
- Premie-incasso: 6,6 miljard EUR[13]
- Niet-leven: 2,4 miljard EUR
- Leven: 4,2 miljard EUR
- Nettoresultaat: 618 miljoen EUR
- Beheerd vermogen Leven: 59,5 miljard EUR
- Marktaandeel:
  - Niet-leven: 16,5%
  - Leven: 28,3%
- Solvabiliteitsratio: 241%